# Сёрфер души
«Сёрфер души» (англ. Soul Surfer) — фильм-биография сёрфингистки Бетани Хэмилтон, снятый американским режиссёром Шоном Макнамарой, мировая премьера состоялась 8 апреля 2011 года. Картина основана на книге-биографии Бетани, но создатели фильма дополнительно интервьюировали её семью, чтобы выяснить неопубликованные подробности истории.

## Сюжет
С детства Бетани увлекалась сёрфингом, но в 13 лет у северного побережья Кауаи на неё напала акула. В результате атаки девушка осталась без левой руки и едва не погибла. Но сила воли и настоящий характер сделали своё дело — Бетани, несмотря ни на что, вновь встала на доску и начала принимать участие в соревнованиях на правах полностью здорового сёрфера.

## В ролях
- Аннасофия Робб — Бетани Хэмилтон
- Хелен Хант — Чери Хэмилтон
- Деннис Куэйд — Том Хэмилтон
- Лоррэйн Николсон — Алана Бланшар
- Джереми Самптер — Байрон Бланшар
- Кевин Сорбо — Халт Бленчард
- Росс Томас — Ной Хэмилтон
- Крис Брошу — Тимми Хэмилтон
- Соня Балморес — Малина Бёрч
- Бетани Хэмилтон — камео
- Алана Бланшар — камео
- Фейт Фэй — Лани Лейн

## Награды и номинации
- 2011 — премия «Спутник» в категории «Лучший оригинальный саундтрек».
- 2012 — номинация на премию «People's Choice Awards» в категории «Лучшая адаптация книги».